# 舟橋ジャンクション
舟橋ジャンクション （ふなばしジャンクション）は、石川県河北郡津幡町の国道8号及び国道159号上にある津幡北バイパスと津幡バイパスとが交わるジャンクション。舟橋インターチェンジ（ふなばしインターチェンジ）についてもこの記事で述べる。

## 概要
- 北陸地方の主要都市を結ぶ国道8号と、金沢市と能登地方とを結ぶ国道159号と立体交差で直接接続している。ジャンクション開通以前は、約2.5km南にある津幡検問所前交差点（平面交差）が分岐点であった。その後津幡バイパスと津幡北バイパスの事業化に伴い、ジャンクションが整備され、国道のルート変更が行われ、現在に至る。
- JR七尾線が間近にあるため、ジャンクションは複雑な構造となっている。特に、富山方面から能登方面の分岐は、後述するインターチェンジと一体化されていることなどから複雑であり、案内標識や路面標示にカラー連携標示（富山方面から金沢方面へは赤、富山方面から能登方面へは緑）を施している。

## 舟橋インターチェンジ
舟橋インターチェンジは舟橋ジャンクションの供用前から同所に設けられているインターチェンジ。金沢方面出入口・富山方面出入口があり、羽咋方面へは流出入できない。金沢方面から流出する場合はいったん国道159号（七尾・羽咋方面）のランプウェイに入る必要がある。ランプウェイは短いうえに、津幡バイパスの側道部と合流するランプと兼用しているので、分岐点では注意が必要である。

### 接続する道路
※町道（旧国道159号→旧石川県道215号森本津幡線→町道）を経て、
- 石川県道59号高松津幡線

## 歴史
- 2004年（平成16年）3月20日：津幡バイパス白尾西IC～舟橋IC間の供用開始により開通。
- 2006年（平成18年）3月25日：津幡北バイパス舟橋IC～加茂IC間の供用開始。ただし、津幡北バイパスは全線開通しておらず、舟橋JCTは実質加茂ICの補助的な施設に過ぎなかった。
- 2008年（平成20年）3月15日：津幡北バイパス全線開通。これにより正式に舟橋JCTとなる。

## 道路
- 国道8号 国道159号 津幡バイパス
- 国道8号 津幡北バイパス

## 周辺
- JR七尾線本津幡駅
- 河北潟干拓地

## 隣
国道8号津幡北バイパス
舟橋JCT - 加茂IC
国道8号国道159号津幡バイパス
能瀬IC - 舟橋JCT - 庄IC

## 案内表示
- （新潟・富山方面から）：←国道159号 七尾 羽咋 のと里山海道 / 国道8号↑ 小松 金沢 北陸道
- （京都・金沢方面から）：↑国道159号 七尾 羽咋 のと里山海道 / 国道8号→：富山 高岡 小矢部
- （七尾・羽咋方面から）：←国道8号 高岡 小矢部 / 国道8号↑：小松 金沢 北陸道